# Pofi
Pofi ist eine italienische Gemeinde in der Provinz Frosinone in der Region Latium  mit 3878 Einwohnern (Stand 31. Dezember 2023).

## Geographie

Lage von Pofi in der Provinz Frosinone

Pofi liegt 97 km südöstlich von Rom und 14 km südöstlich von Frosinone in der Landschaft Ciociaria.
Der historische Ortskern liegt auf einem einzelstehenden Hügel oberhalb des Tals des Sacco, der von einem erloschenen Vulkan gebildet wurde.
Das Gemeindegebiet erstreckt sich von 85 bis 283 m s.l.m. Es reicht von den Ausläufern der Monti Ernici bis zum Sacco, der die Südgrenze bildet.
Die Gemeinde liegt in der Erdbebenzone 2 (mittel gefährdet).
Die Nachbarorte sind im Uhrzeigersinn Ceccano, Arnara, Ripi, Ceprano und Castro dei Volsci.

### Verkehr
- Pofi liegt direkt an der Autobahn A1 Autostrada del Sole, allerdings ist die nächste Ausfahrt Ceprano 11 km entfernt.
- Die Strada Statale 6 Via Casilina führt nördlich der Gemeinde vorbei. Sie entspricht der antiken Via Latina.
- Mit dem Bahnhof Castro-Pofi-Vallecorsa liegt der Ort an der Bahnstrecke Roma–Cassino–Napoli, er ist außerdem Haltepunkt der Regionalbahn FL6 von Roma Termini nach Cassino.
- Der nächste internationale Flughafen Neapel befindet sich in 128 km Entfernung.

## Geschichte
In der Antike befanden sich im Gemeindegebiet von Pofi Villen, die zum Territorium von Fregellae gehörten. Im 10. Jahrhundert wurde eine erste Burg zur Sicherung der Via Latina errichtet, die direkt dem Papst unterstand. 1019 wird der Name Pofi erstmals erwähnt. 1186 wurde Pofi von Heinrich VI. zerstört.
Im 14. Jahrhundert kamen die Caetani in den Besitz von Pofi. 1523 gab Clemens VII. die Burg Pofi der Familie Colonna, die bis 1816 über den Ort herrschten.
1870 wurde der Kirchenstaat aufgelöst und Pofi ins Königreich Italien eingegliedert.
1927 kam Pofi von der Provinz Rom zur neu installierten Provinz Frosinone.
In der Endphase des Zweiten Weltkriegs lag Pofi an der Gustav-Linie und litt beim Vormarsch der Alliierten unter Bombardierungen.

## Bevölkerungsentwicklung
| Jahr      | 1871 | 1881 | 1901 | 1921 | 1936 | 1951 | 1971 | 1991 | 2001 | 2011 |
| --------- | ---- | ---- | ---- | ---- | ---- | ---- | ---- | ---- | ---- | ---- |
| Einwohner | 2970 | 2407 | 3800 | 4557 | 5215 | 5668 | 4264 | 4496 | 4463 | 4290 |

Quelle ISTAT

## Politik
Tommaso Ciccone (Forza Italia) wurde am 6./7. Mai 2012 mit 52 % zum Bürgermeister gewählt. Seine Bürgerliste stellt auch mit 5 von 7 Sitzen die Mehrheit im Gemeinderat.
Sein Vorgänger Ennio Bove (Bürgerliste Mitte-links) wurde im Mai 2007 gewählt verlor jedoch 2012 die Wahl mit nur 23,47 %.

### Wappen
Das Gemeindewappen zeigt einen Baum in natürlichen Farben um den sich eine Schlange windet. Im Hintergrund ein Regenbogen. Möglicherweise entwickelte es sich aus dem Wappen der Ortsherren Colonna, das allerdings eine Säule zeigt.

## Sehenswürdigkeiten
- Der Palazzo Colonna beinhaltet noch große Teile der mittelalterlichen Burg
- Im Museo Civico Preistorico sind archäologische Funde aus dem Gemeindegebiet zu sehen